# Chiesa di Gesù Cristo dei santi degli ultimi giorni

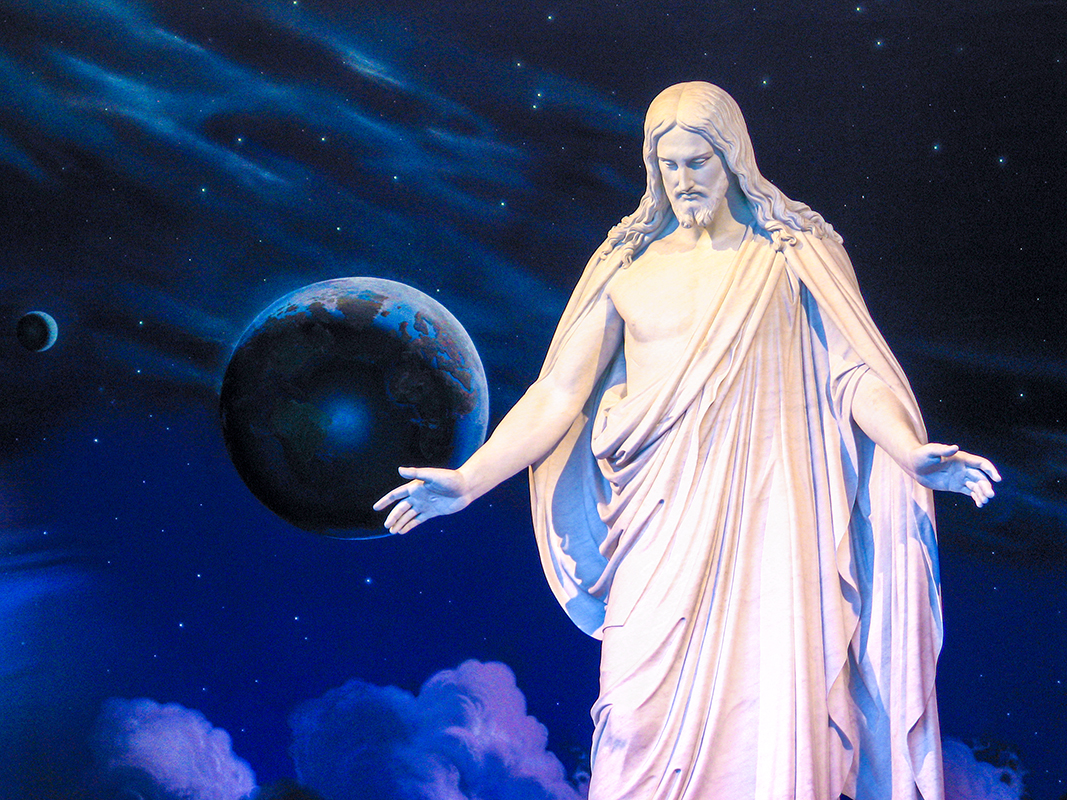
Statua di Cristo nella piazza del Tempio di Salt Lake City, Utah

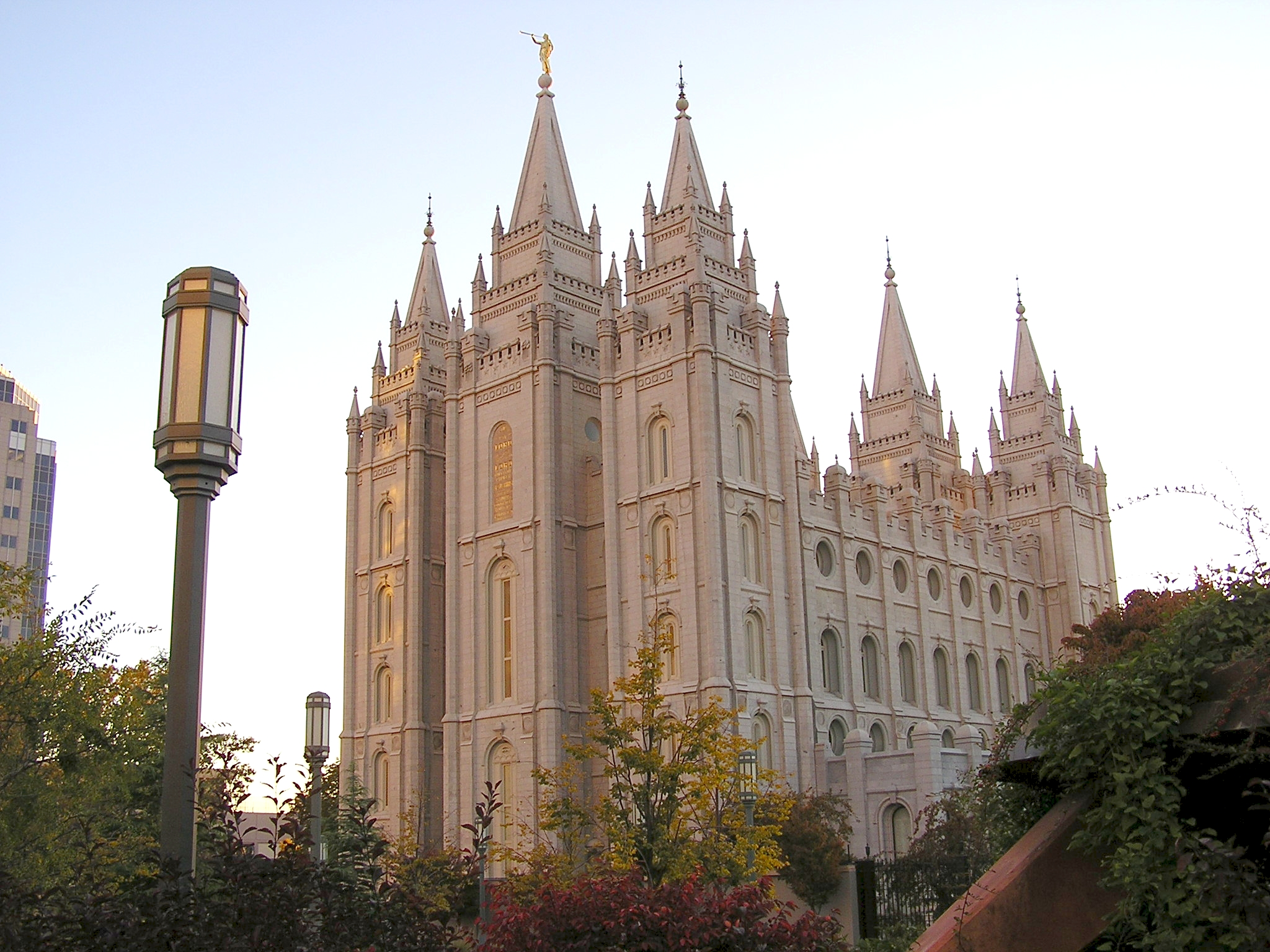
Tempio di Salt Lake City, l'edificio religioso più noto tra i membri

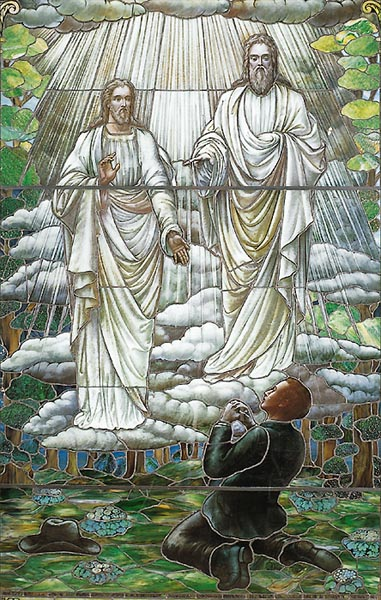
La "prima visione" del quattordicenne Joseph Smith

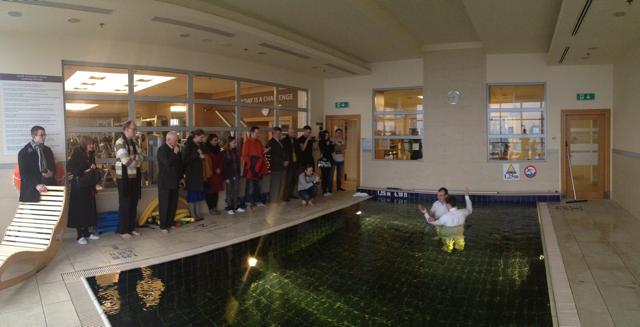
Battesimo

La Chiesa di Gesù Cristo dei santi degli ultimi giorni è una denominazione che rivendica la propria appartenenza al Cristianesimo, sebbene le chiese cristiane "storiche" contestino tale definizione.
La Chiesa fu ufficialmente fondata (o "restaurata", secondo il linguaggio della chiesa stessa, cioè portata di nuovo alla luce dai tempi di Gesù) il 6 aprile 1830 a Fayette, nella zona occidentale dello Stato di New York, da Joseph Smith. Il soprannome di mormoni dato ai suoi fedeli deriva dal Libro di Mormon, da essi riconosciuto come un testo sacro assieme alla Bibbia. Secondo l'interpretazione dei mormoni, come di altre confessioni successive alla Riforma, nel Nuovo Testamento con il termine santo si indica colui che dopo essersi battezzato entra a far parte della comunità dei credenti.
I Santi degli Ultimi Giorni considerano la loro fede come la restaurazione della Chiesa cristiana, così come sarebbe stata organizzata da Gesù ai tempi del Nuovo Testamento. Reputano Gesù Cristo il Redentore e il Figlio di Dio (distinto da Dio Padre).
La Chiesa di Gesù Cristo dei Santi degli Ultimi Giorni si distingue da altre confessioni cristiane per la peculiarità dei propri insegnamenti. Infatti, adotta un canone delle sacre scritture più ampio, che, oltre la Bibbia, comprende il Libro di Mormon, Dottrina e Alleanze e Perla di gran prezzo. È guidata da "profeti" e " apostoli", le cui parole, in determinate circostanze, assumono valenza di sacra scrittura e vengono canonizzate. Oltre ai servizi domenicali, i santi degli ultimi giorni celebrano il culto nei templi.
Inoltre, la teologia mormone si contraddistingue per diverse dottrine, fra cui le principali sono quelle che riguardano: la natura di Dio, benché per i mormoni il Padre, il Figlio e lo Spirito Santo siano uniti e in armonia nei propositi e nella dottrina, sono considerati persone separate e distinte; infatti, il Padre e il Figlio hanno corpi tangibili di carne e ossa, mentre lo Spirito Santo è un Personaggio di spirito, senza carne e ossa; il matrimonio, che viene chiamato matrimonio "eterno" o "celeste", poiché, secondo i mormoni, i legami familiari, sotto certe condizioni, sono destinati a perpetuarsi per tutta l'eternità; ma la credenza più importante è il diritto di ogni uomo o donna di ricevere una rivelazione personale, ossia una risposta direttamente da Dio, percepito come un padre in tutti i sensi, che ama i suoi figli e vuole che scoprano da sé stessi la verità.

## Storia
La storia della Chiesa è generalmente suddivisa in tre periodi principali:
1. l'inizio della storia della Chiesa che coincide con la vita di Joseph Smith, periodo comune anche alle altre confessioni religiose che si rifanno al ministero profetico di Joseph Smith,
2. l'era pionieristica sotto la guida di Brigham Young e dei suoi successori nel XIX secolo,
3. l'era moderna cominciata al termine della pratica della poligamia.

### L'era di Joseph Smith

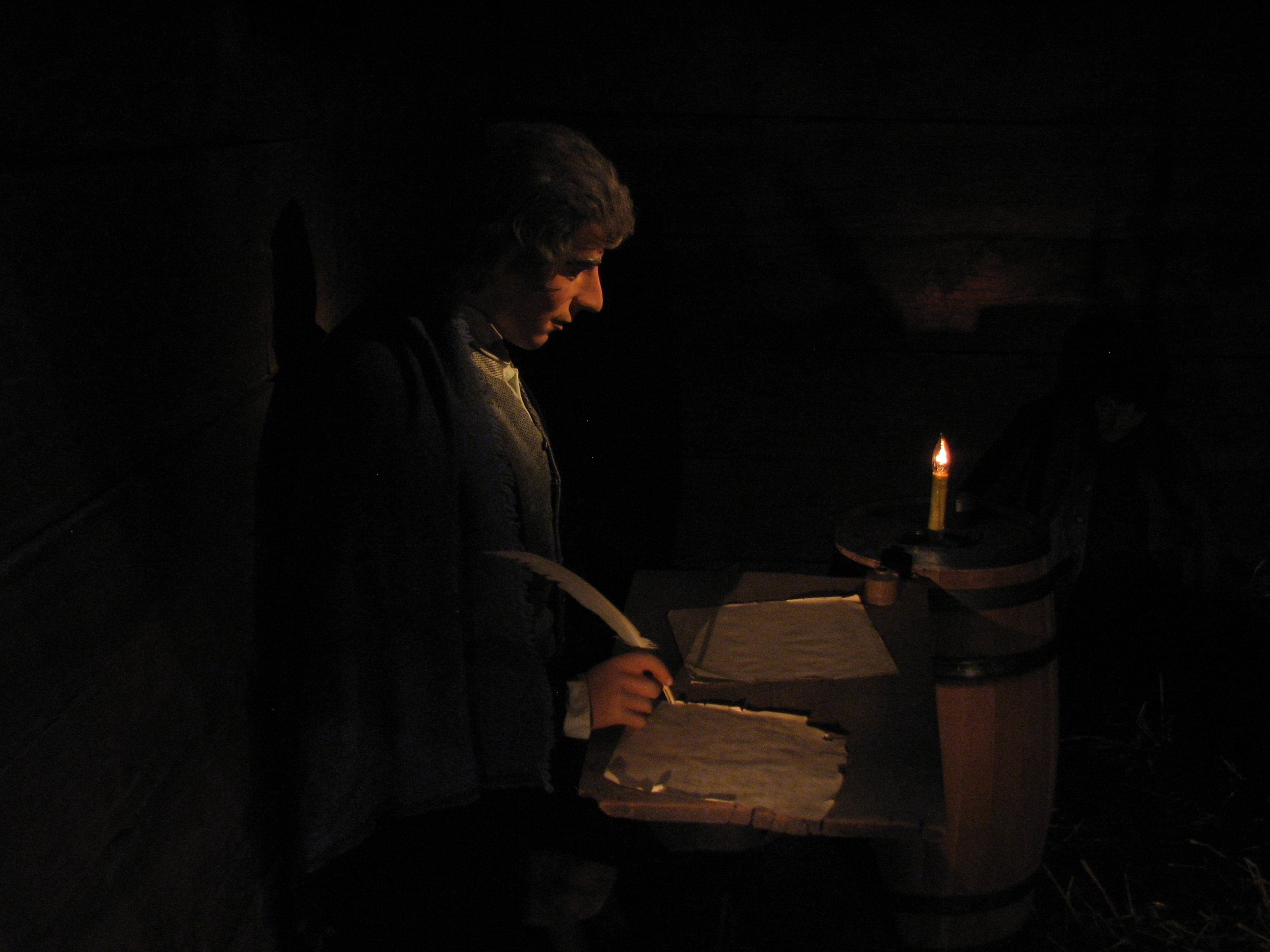
Manichino di Smith al museo di Liberty Jail, carcere in cui fu imprigionato.

La Chiesa fu fondata, o secondo i mormoni restaurata, da Joseph Smith (1805- 1844).
Il giovane Smith dichiarò che, in una mattina di primavera del 1820, dopo avere pregato in un bosco, gli apparvero due personaggi gloriosi, rispettivamente Dio Padre e Gesù Cristo. Smith affermò inoltre che in seguito, nel 1823, gli apparve ancora un messaggero mandato da Dio, di nome Moroni, che gli indicò il luogo dove poi gli vennero consegnati degli annali incisi su tavole d'oro. In questi testi, scritti in "egiziano riformato" e redatti principalmente dal profeta Mormon, era trascritto un compendio della storia, sacra e secolare, della sua gente. Joseph Smith in seguito tradusse il libro scritto dagli antichi abitanti dell'America e lo pubblicò, nel marzo del 1830, con il titolo Il Libro di Mormon, prima di riconsegnare le tavole d'oro a Moroni.
Poco dopo che il Libro di Mormon venne stampato, il 6 aprile 1830 a Fayette nello stato di New York fu costituita la Chiesa, da Joseph Smith e, secondo le leggi vigenti, da altre 5 persone. Nell'arco di un mese il numero di membri salì a quaranta. Il nucleo di mormoni così creatosi si spostò poi a Kirtland, dove dopo sei anni il numero dei membri superò il migliaio. Chiamata in origine "Chiesa di Cristo", il 26 aprile 1838 divenne la "Chiesa di Gesù Cristo dei santi degli ultimi giorni".
Organizzata informalmente nel 1829 e successivamente come un'entità legale il 6 aprile 1830, nella parte nordorientale dello stato di New York, fu il primo gruppo organizzato che metteva in atto i principi che si trovavano nell'appena pubblicato Libro di Mormon, e rappresenta l'inizio formale del mormonismo. Tra i nomi successivi di questa organizzazione vi sono la Chiesa dei santi degli ultimi giorni (Church of the Latter Day Saints), dalla delibera del 1834, la Chiesa di Gesù Cristo (Church of Jesus Christ), la Chiesa di Dio (Church of God), e la Chiesa di Gesù Cristo dei santi degli ultimi giorni (Church of Jesus Christ of Latter Day Saints), dalla rivelazione del 1838.
Smith e i suoi soci avevano intenzione che la Chiesa di Cristo fosse una restaurazione della Chiesa cristiana del primo secolo che, come Smith insegnava in mezzo al Secondo grande risveglio (Second Great Awakening), era caduta dal favore e autorità di Dio per la Grande Apostasia (Great Apostasy).
Nel 1844 Joseph e il fratello Hyrum furono assassinati da un gruppo di facinorosi mentre erano custoditi in prigione a Carthage nell'Illinois, in attesa di un processo che li vedeva imputati della distruzione della tipografia di un giornale che ritenevano diffamatorio. Si trattò di un vero e proprio linciaggio.
Alla morte di Smith nel 1844, vi fu una crisi di successione, con la maggioranza dei membri della chiesa che seguirono Brigham Young nel territorio dello Utah e molte altre denominazioni che rimasero negli stati circostanti. Tutte le Chiese che risultarono da questo scisma considerano sé stesse come la legittima continuazione dell'originale Chiesa di Cristo.

### L'era pionieristica

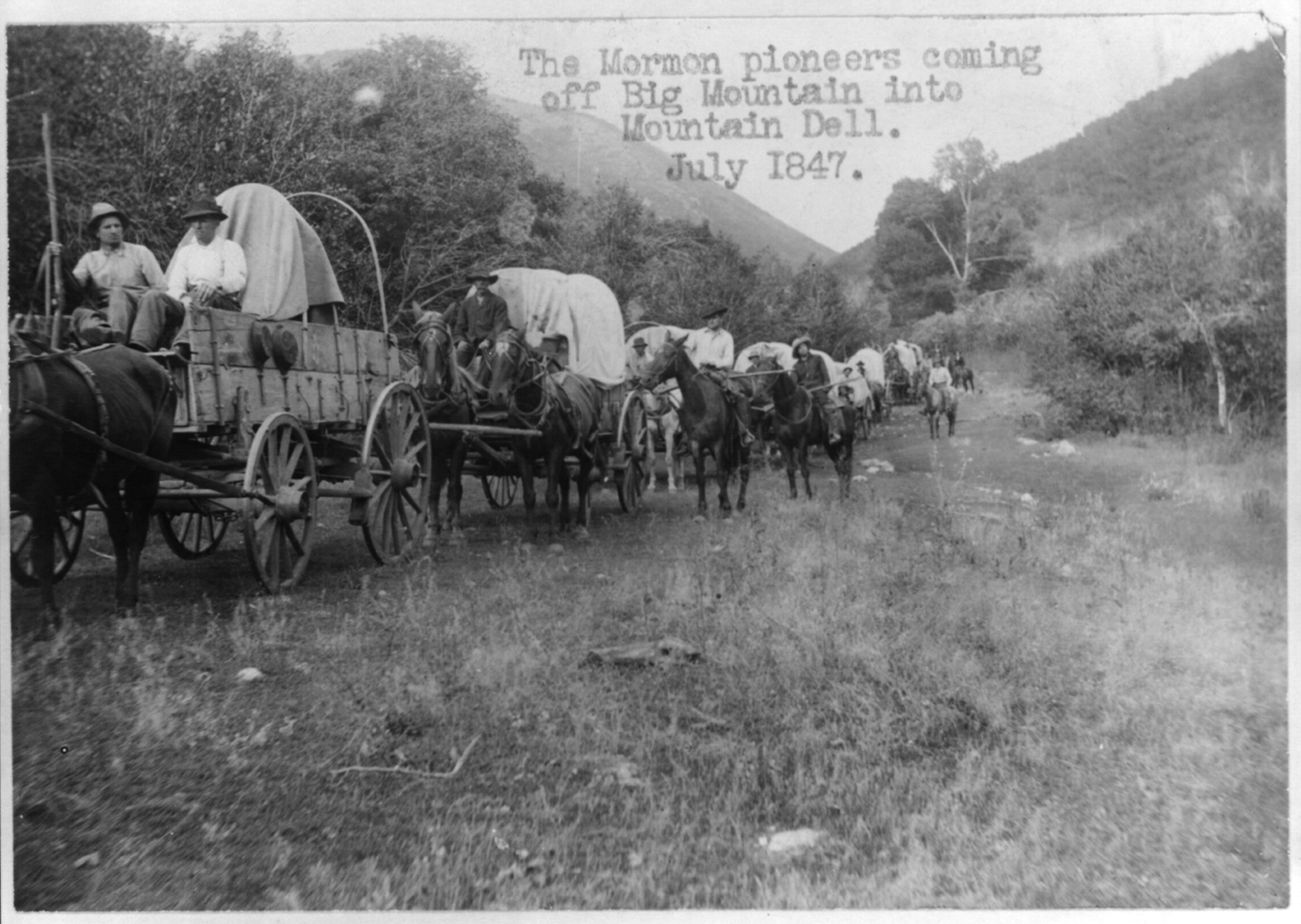
Pionieri mormoni che si recano a "Sion" tra le valli della Montagne Rocciose. Foto scattata nel luglio del 1847.

A causa delle continue persecuzioni cui erano sottoposti, il successore di Smith, Brigham Young, guidò i mormoni in una lunga marcia attraverso gli Stati Uniti. I mormoni infatti sono stati tra i primi colonizzatori del West. Dopo un lungo e faticoso viaggio arrivarono, nel luglio del 1847, nella valle del Gran Lago Salato nello Stato dello Utah, un luogo arido e sperduto nel lontano ovest. Partendo da lì fondarono centinaia di insediamenti e città nell'ovest degli Stati Uniti, tra cui Salt Lake City, che ospita tuttora la sede generale della "Chiesa di Gesù Cristo dei santi degli ultimi giorni".
I mormoni rimasti nelle praterie del Mississippi, che non vollero accettare la successione di Brigham Young, si organizzarono in diversi gruppi. Nel 1860 nacque la Chiesa riformata di Gesù Cristo dei santi degli ultimi giorni (dal 2000 chiamata Comunità di Cristo) con sede principale a Independence, nel Missouri, la cui guida venne assunta dal figlio e poi dal nipote di Joseph Smith. Si tratta del secondo gruppo religioso per fedeli originato dal mormonismo. Nel 1862 si costituì la Chiesa di Gesù Cristo (bickertonita). Oltre a questi gruppi esistono almeno una quarantina di comunità religiose, dalle migliaia alle decine di fedeli, che si riconoscono nel ministero profetico di Joseph Smith.

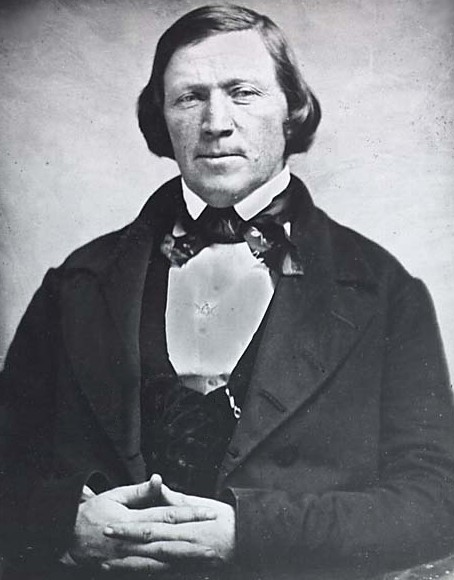
Brigham Young, secondo profeta mormone

Una volta giunti tra le valli delle Montagne Rocciose, Brigham Young, il 29 agosto 1852, per la prima volta predicò pubblicamente la dottrina del matrimonio plurimo. Si trattava di una forma di poliginia che, secondo i santi degli ultimi giorni, riprendeva, o "restaurava", la pratica del matrimonio patriarcale dei profeti dell'Antico testamento, quali Mosè, Abramo, Davide ecc. Precedentemente, diversi leader della Chiesa avevano sposato più di una moglie, ma a causa del clima persecutorio che esisteva contro i mormoni, la pratica era stata mantenuta segreta con l'intento di renderla ufficiale in un momento più propizio. Il Governo degli Stati Uniti d'America, reagì alla pratica del matrimonio plurimo dei mormoni promuovendo diverse leggi contro la bigamia. La Chiesa contestò la costituzionalità di questi provvedimenti legislativi sulla base del diritto di libertà di religione così come contenuta nella Costituzione degli Stati Uniti.
La Corte Suprema degli Stati Uniti sentenziò in favore delle leggi adottate dal Congresso, dichiarando la piena validità costituzionale delle leggi anti-poligamia.
In seguito a quella che i mormoni ritengono una rivelazione ricevuta dal presidente e profeta della Chiesa, Wilford Woodruff, il 24 settembre 1890 la Chiesa rinunciò ufficialmente alla poligamia pubblicando una dichiarazione al mondo nota come il Manifesto. Da allora la Chiesa non ha più tollerato la celebrazione di matrimoni poligami, scomunicando chiunque vi fosse coinvolto. Questo portò del malumore tra alcune frange di membri che si allontanarono dal mormonismo ufficiale e nelle loro isolate comunità continuarono a contrarre matrimoni poligami. Ancora oggi alcune comunità o Chiese fondamentaliste, non in comunione con il mormonismo o la Chiesa di Gesù Cristo dei santi degli ultimi giorni, continuano a praticare una loro forma di poligamia.

### L'era moderna

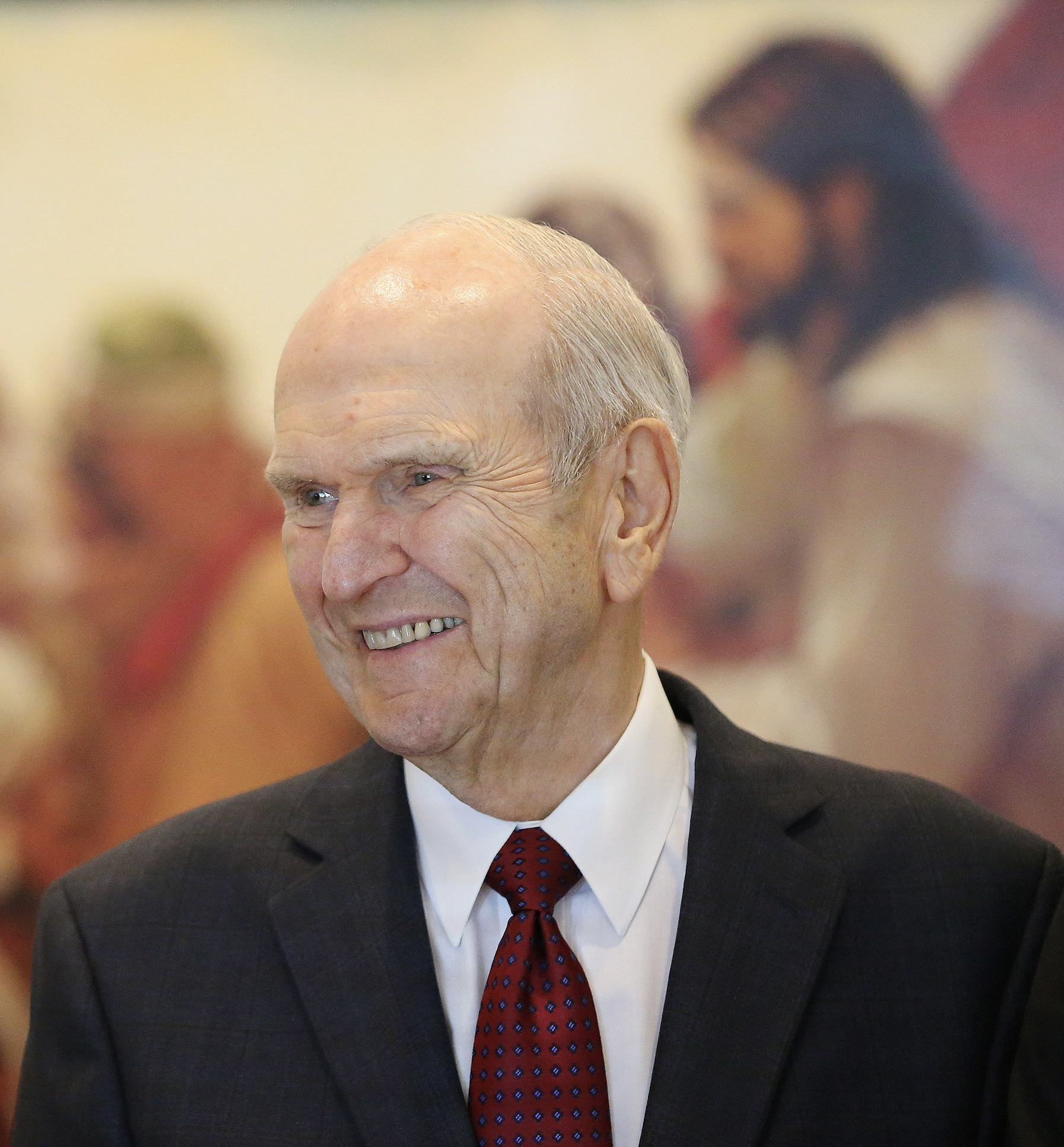
Russell M. Nelson, attuale presidente della Chiesa di Gesù Cristo dei santi degli ultimi giorni

Il tempio di Salt Lake City venne terminato il 6 aprile 1893, quarant'anni dopo la posa della prima pietra.
Il 4 gennaio 1896 lo Utah diviene il 45º Stato dell'Unione.
Il Coro del Tabernacolo Mormone, il 15 luglio 1929, cominciò la sua trasmissione radiofonica settimanale, Music and the Spoken Word. Il programma va in onda ancora oggi.
Nel 1947 la Chiesa raggiunse il suo primo milione di membri.
Nel 1978 venne estesa la possibilità del sacerdozio a tutti i fedeli maschi della Chiesa, il cui comportamento fosse degno di tale sacro ufficio, senza distinzioni razziali.
Il 23 settembre 1995 venne pubblicato il documento La famiglia: un proclama al mondo, con il quale si ribadisce il ruolo centrale della famiglia nel vangelo di Gesù Cristo..
Nel 1996 i mormoni non statunitensi diventano la maggioranza dei fedeli nella Chiesa.
Nel 1997 la Chiesa raggiunse i 10 milioni di membri.
Nel maggio del 1999 viene inaugurato il sito web FamilySearch.org, la più completa banca dati sulla ricerca genealogica del mondo.
Il 3 febbraio 2008 Thomas S. Monson venne ordinato sedicesimo presidente della Chiesa.

## Dottrina

### Testi sacri

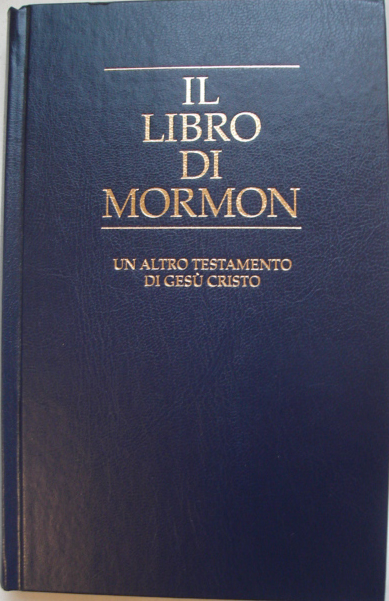
Il libro di Mormon è disponibile in quasi 100 lingue con oltre 100 milioni di copie distribuite in tutto il mondo. La prima edizione in italiano fu del 1852.

La Chiesa di Gesù Cristo dei santi degli ultimi giorni ritiene che Dio abbia, da sempre, parlato agli uomini e in particolare ai suoi profeti (Amos 3:7). Inoltre, Dio comandò ai suoi profeti di scrivere le profezie, o rivelazioni in modo che un maggior numero di persone potesse conoscerle.
Questi scritti sono raccolti in quelle che conosciamo come Sacre Scritture. Per i santi degli ultimi giorni, Dio non avrebbe finito di parlare con gli uomini e, quindi, chiuso il canone delle rivelazioni. Essi credono che Dio parli a profeti moderni che sono a capo della loro Chiesa, e quando necessario queste nuove rivelazioni sono inserite nel canone delle scritture. A loro avviso, le verità rese note tramite i profeti non negano quelle dei precedenti profeti, ma ne integrano e arricchiscono i contenuti e la comprensione.
I libri facenti parte del canone delle scritture mormoni sono quattro:
- La Bibbia

Nell'ottavo punto degli "Articoli di fede" della Chiesa è scritto che:
In inglese la Chiesa utilizza una sua edizione della Bibbia di Re Giacomo, mentre in italiano viene consigliata la traduzione della Bibbia del valdese Giovanni Luzzi.
Viene utilizzata anche La Bibbia riveduta da JS, composta da stralci della revisione del testo biblico che Smith stava compiendo prima di essere assassinato. Queste note, per quanto possano essere utilizzate in ausilio alla lettura della Bibbia, non fanno parte delle opere canoniche.
- Il Libro di Mormon

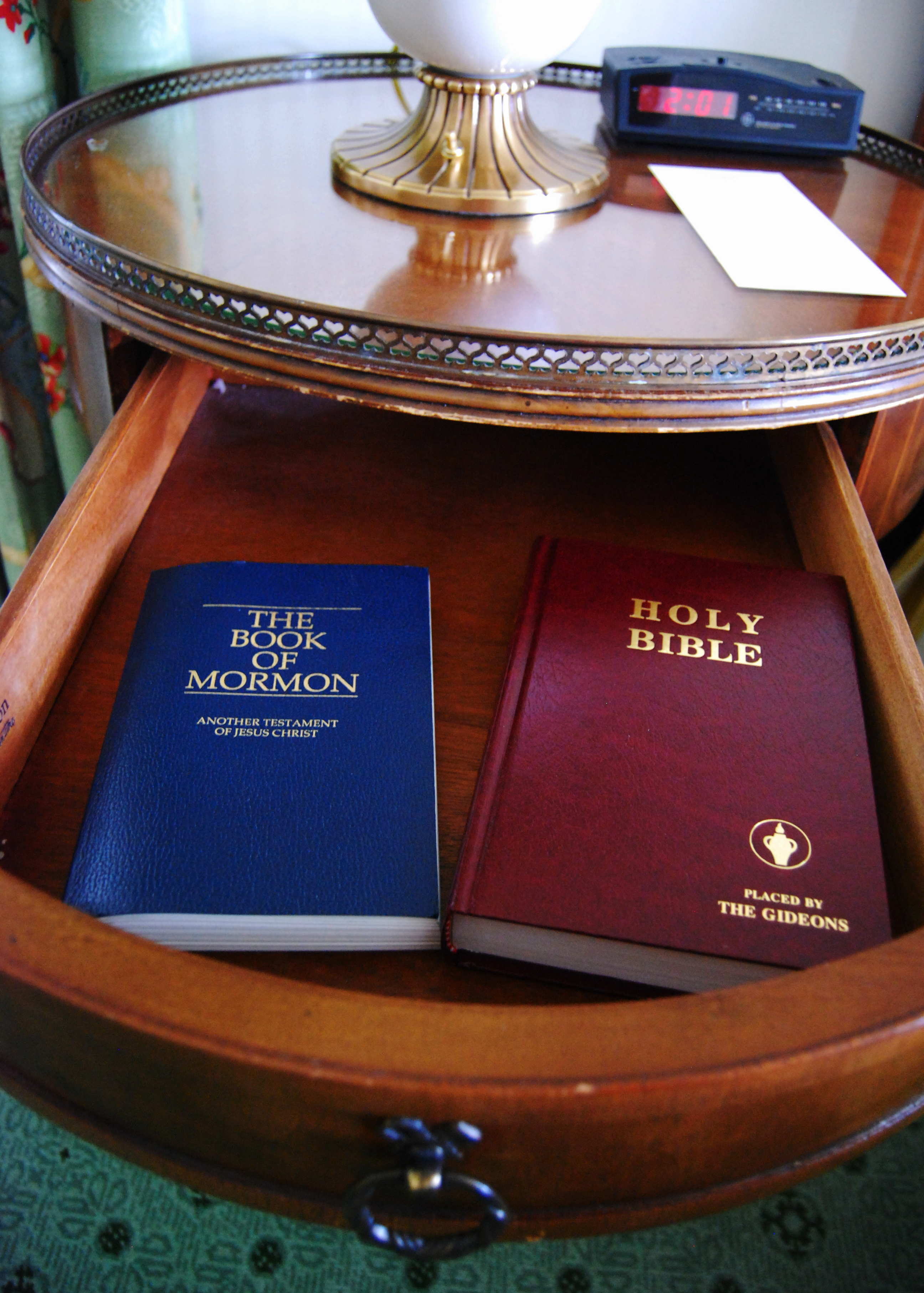
Libro di Mormon e una Bibbia Gideons nella stanza di un hotel

Secondo la credenza dei santi degli ultimi giorni, questo testo, sottotitolato Un altro testamento di Gesù Cristo, è la traduzione che Joseph Smith fece delle tavole d'oro consegnategli dall'angelo Moroni e insieme alla Bibbia contiene la Pienezza del Vangelo di Gesù Cristo. Il libro parla della storia di due civilizzazioni vissute, in tempi diversi, nel continente americano e delle loro profezie riguardanti il Messia. L'evento principale raccontato nel Libro è la visita che Gesù Cristo risorto fece, dopo la sua ascensione a Gerusalemme, al popolo che allora abitava le Americhe. Nel V secolo d.C. il profeta Mormon, presunto autore del Libro, compendiò gli scritti di questi profeti e aggiunse le sue profezie incidendo dei fogli o tavole d'oro. Prima di morire consegnò questi annali a suo figlio Moroni. Moroni completò l'opera del padre e nel 421 d.C. nascose le tavole all'interno di un contenitore, costituito di lastre di pietre, che venne sotterrato in una collina (Cumora) in America settentrionale. Nel 1827 Joseph Smith, su indicazione dello stesso Moroni, che gli apparve quale essere risorto, trovò le tavole d'oro che tradusse e pubblicò con il titolo di Libro di Mormon nel 1830. Secondo i teologi mormoni, il Libro di Mormon non contraddice in alcun modo la Bibbia. Contiene molti insegnamenti simili a quelli della Bibbia, e nel complesso è ritenuto un'efficace testimonianza a favore della Bibbia.
- Dottrina e Alleanze

Questo libro contiene le rivelazioni ricevute direttamente dal fondatore Smith e da alcuni dei profeti successivi, oltre ad alcune dichiarazioni ufficiali sul matrimonio, sulla famiglia e sulle credenze fondamentali della Chiesa.
- Perla di gran prezzo

Questo libro è la raccolta di diversi scritti:
1. il Libro di Abramo, considerato la traduzione di papiri egizi venuti in possesso di Joseph Smith;
2. il Libro di Mosè, ricevuto per rivelazione da Joseph Smith;
3. il capitolo XXIV del Vangelo di Matteo, tratto dalla traduzione della Bibbia di Joseph Smith;
4. la Storia di Joseph Smith, opera autobiografica;
5. gli Articoli di Fede, sintesi dei principi fondamentali della dottrina dei mormoni.

### Altri documenti ufficiali
A volte la Chiesa emana e pubblica singoli documenti ufficiali in merito ad argomenti specifici. In passato alcuni di questi documenti furono canonizzati e inseriti nelle scritture di Perla di gran prezzo e di Dottrina e Alleanze. Recentemente sono stati pubblicati i seguenti documenti:
- 1995, La famiglia: un proclama al mondo
- 2000, Il Cristo vivente

### Principio della rivelazione continua
La dottrina mormone non deriva dalla sola interpretazione delle opere canoniche, ma ammette il principio della rivelazione continua. Questo implica che ogni persona, in quanto figlio o figlia del Padre Celeste, può ricevere rivelazioni per sé e per la propria famiglia, al di là della sua professione religiosa o status sociale. Mentre l'unica persona al mondo che può ricevere rivelazioni generali per la chiesa e l'umanità intera è il profeta che presiede la Chiesa. La rivelazione, per essere riconosciuta come tale, non necessita di essere accettata da parte dei fedeli, benché, quando questa venga ricevuta dal presidente della Chiesa e abbia una particolare rilevanza teologica o organizzativa, viene "canonizzata" e inserita nel canone delle scritture (Dottrina e Alleanze) tramite approvazione ("comune consenso") dei santi degli ultimi giorni, quando questi si riuniscono in Conferenza generale. Per fare un esempio, questo schema è stato usato per riconoscere la rivelazione del presidente Joseph F. Smith, ora contenuta nella sezione 138 di Dottrina e Alleanze.

### Principali credenze
Alcuni esempi delle credenze mormoni:
- Dio Padre, Gesù Cristo e lo Spirito Santo sono ritenuti esseri separati e distinti ma uniti nei propositi e desideri, i primi due hanno un corpo di carne e ossa, immortale e perfetto, mentre lo Spirito Santo ha solo un corpo spirituale.
- La creazione.
- L'espiazione di Gesù Cristo.
- Il battesimo di pentimento ad almeno 8 anni (età in cui i bambini iniziano a essere consapevoli)
- La risurrezione reale del corpo.
- Il matrimonio eterno che perpetua i legami matrimoniali oltre la morte.
- L'eterna durata dei legami familiari e quindi la fondamentale importanza della famiglia nel Piano di Salvezza.

È contraria alla necessità di battezzare i neonati, essendo ancora senza colpa, invece effettua una benedizione su di loro per aiutarli attraverso gli ostacoli della vita.

### Gli articoli di fede
I tredici Articoli di Fede della Chiesa sono un sommario, degli aspetti teologici più importanti del credo dei mormoni. Furono scritti da Joseph Smith in una lettera inviata nel 1842 a John Wentworth, editore del giornale Chicago Democrat. La Chiesa di Gesù Cristo dei santi degli ultimi giorni canonizzò gli Articoli di Fede e li inserì nel libro Perla di gran prezzo.

«1. Noi crediamo in Dio, il Padre Eterno, e in Suo Figlio Gesù Cristo e nello Spirito Santo.
2. Noi crediamo che gli uomini saranno puniti per i loro propri peccati e non per la trasgressione di Adamo.
3. Noi crediamo che tramite l'espiazione di Cristo tutta l'umanità può essere salvata, mediante l'obbedienza alle leggi e alle ordinanze del Vangelo.
4. Noi crediamo che i primi principi e le prime ordinanze del Vangelo sono: primo, la fede nel Signore Gesù Cristo; secondo, il pentimento; terzo, il battesimo per immersione per la remissione dei peccati; quarto, l'imposizione delle mani per il dono dello Spirito Santo.
5. Noi crediamo che un uomo deve essere chiamato da Dio, per profezia, e mediante l'imposizione delle mani da parte di coloro che detengono l'autorità, per predicare il Vangelo e per amministrarne le ordinanze.
6. Noi crediamo nella stessa organizzazione che esisteva nella chiesa primitiva, cioè: apostoli, profeti, pastori, insegnanti, evangelisti e così via.
7. Noi crediamo nel dono delle lingue, della profezia, della rivelazione, delle visioni, della guarigione, della interpretazione delle lingue e così via.
8. Noi crediamo che la Bibbia è la Parola di Dio, per quanto è tradotta correttamente; crediamo anche che il Libro di Mormon è la parola di Dio.
9. Noi crediamo in tutto ciò che Dio ha rivelato, in tutto ciò che rivela ora, e noi crediamo che Egli rivelerà ancora molte cose grandi e importanti relative al Regno di Dio.
10. Noi crediamo nel raduno letterale d'Israele e nella restaurazione delle dieci tribù, che Sion (la Nuova Gerusalemme) sarà edificata nel continente americano, che Cristo regnerà personalmente sulla terra e che la terra sarà rinnovata e riceverà la sua gloria paradisiaca.
11. Noi rivendichiamo il privilegio di adorare Dio Onnipotente secondo i dettami della nostra coscienza e riconosciamo a tutti gli uomini lo stesso privilegio: che adorino come, dove o ciò che vogliono.
12. Noi crediamo di dover essere soggetti ai re, ai presidenti, ai governanti e ai magistrati, di dover obbedire, onorare e sostenere le leggi.
13. Noi crediamo nell'essere onesti, fedeli, casti, benevoli e virtuosi e nel fare il bene a tutti gli uomini. In verità possiamo dire di seguire l'ammonimento di Paolo: crediamo ogni cosa, speriamo ogni cosa, abbiamo sopportato molte cose e speriamo di essere in grado di sopportare ogni cosa. Se vi sono cose virtuose, amabili, di buona reputazione o degne di lode, queste sono le cose che noi ricerchiamo.»

## Liturgia e riti

### Il culto domenicale

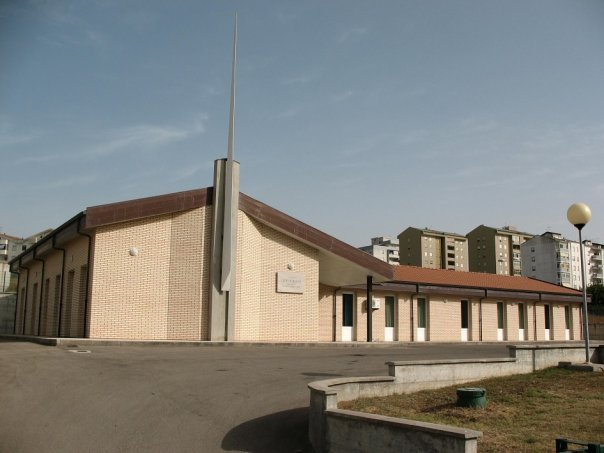
Casa di riunione del Ramo di Sassari

La liturgia si svolge in edifici religiosi chiamati indistintamente "case di riunione", "cappelle" o "chiese". I servizi domenicali, con una durata complessiva di due ore, sono suddivisi in due segmenti, intervallati da due pause di dieci minuti circa. Solitamente in Italia, si svolgono dalle ore 9:30 del mattino sino alle 11,30 e sono aperte a tutti, mormoni e non. Ogni singola riunione dura mediamente 50 minuti e per la maggior parte dei casi si svolge nel seguente ordine:
- Nella prima ora (o nell'ultima ora a seconda della congregazione) gli uomini (sopra i 18 anni) e i giovani uomini (dai 12 ai 18 anni) si riuniscono in classi separate secondo l'età e uffici del sacerdozio, mentre le donne e le giovani donne si riuniscono rispettivamente nelle riunioni della Società di Soccorso (per le donne sopra i 18 anni) e delle Giovani Donne (per le donne dai 12 ai 18 anni). Inoltre, esistono le riunioni della durata di 50 minuti della Primaria (dai 0 ai 12 anni), per i bambini suddivisi secondo l'età.
- La Scuola Domenicale (svolta sempre nella prima o ultimo ora), dove i fedeli imparano le storie e i princìpi religiosi contenuti nei testi sacri (Bibbia, Libro di Mormon, Dottrina e Alleanze e Perla di gran prezzo). Ogni anno, a turno, si studia uno di questi quattro libri.
- La Riunione Sacramentale è il centro della liturgia domenicale o alla prima ora e si compone essenzialmente di canti ("Inni Sacri"), di una preghiera all'inizio e una alla fine della riunione e della parte rituale dell'eucaristia, chiamato dai mormoni "il sacramento", con il quale si ricorda il sacrificio espiatorio di Gesù Cristo. Solo le preghiere della benedizione del pane e dell'acqua (al posto del vino) hanno una formula fissa che deve essere rispettata parola per parola. Terminata la distribuzione del sacramento alla congregazione, seguono due o tre discorsi (di circa dieci minuti ciascuno), su vari temi del vangelo, effettuati dai fedeli o dai dirigenti del sacerdozio, salvo la prima domenica del mese, chiamata "domenica di testimonianza e digiuno". In tale occasione i discorsi sono sostituiti da brevi "testimonianze" rese dai fedeli.

### Le conferenze generali
Due volte all'anno, il primo fine settimana di aprile e di ottobre, la Chiesa in tutto il mondo si riunisce in Conferenza Generale. Dal Centro delle Conferenze nella Piazza del Tempio a Salt Lake City, Utah, il presidente della Chiesa e tutte le autorità generali della Chiesa si rivolgono ai fedeli con discorsi riguardanti il vangelo di Gesù Cristo. La conferenza è teletrasmessa via satellite nelle cappelle mormoni attraverso la BYU Television (comunemente indicata come BYU-Tv) che è un canale televisivo via cavo e satellitare statunitense nato nel gennaio del 2000, in inglese e in spagnolo, interamente gestito dalla Brigham Young University con sede a Provo, nello Utah, ed è il canale televisivo ufficiale mormone della Chiesa di Gesù Cristo dei santi degli ultimi giorni.

### Il culto reso nel Tempio

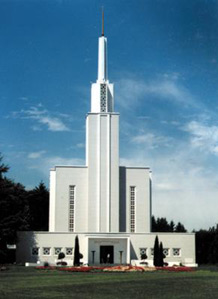
Edificato nel 1955, il Tempio di Berna fu il primo costruito in Europa.

Oltre al rito domenicale, aperto a tutte le persone, esistono altri riti che vengono celebrati nel tempio, accessibili ai soli membri che hanno dimostrato una buona fedeltà ai principi e ai comandamenti del Vangelo.
Le "Ordinanze del Tempio" hanno un carattere simbolico e spetta al singolo fedele coglierne i significati più profondi. Le ordinanze stesse, e la loro personale spiegazione, sono considerate sacre e quindi tenute riservate.

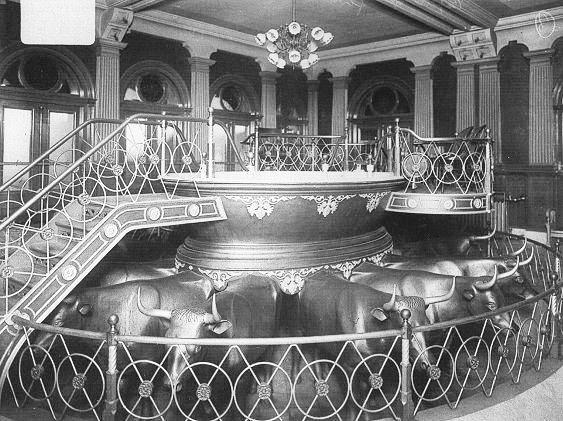
Il fonte battesimale del Tempio di Salt Lake City (1912 circa). In questi bacini vengono celebrati i battesimi vicari in favore dei defunti. Il fonte poggia sui dorsi di dodici buoi simboleggianti le dodici tribù di Israele. Queste strutture sono presenti in tutti i Templi dei santi degli ultimi giorni.

Il loro ruolo centrale è quello di comprendere il ministero del Signore Gesù Cristo e di stringere, tramite ordinanze, ulteriori "alleanze" con Dio. Un'altra funzione è quella di rendere i legami familiari duraturi per tutta l'eternità tramite il rito del suggellamento del matrimonio, o "matrimonio eterno", officiato da un rappresentante del sacerdozio delegato dal presidente della Chiesa.
Un altro rito praticato dai santi degli ultimi giorni è il battesimo per procura, e le altre ordinanze di salvezza, in favore dei propri defunti (Prima lettera ai Corinzi 15,29). Nel pensiero escatologico del mormonismo, gli spiriti delle persone decedute non cessano di esistere, dimorando nel "mondo degli spiriti", e tutti gli esseri umani avranno la possibilità di ascoltare e accettare, o meno, il vangelo e le ordinanze di Gesù celebrate secondo l'ordine del sacerdozio divinamente rivelato ai santi degli ultimi giorni, sia che questa possibilità venga loro offerta nella vita mortale o in quella dell'aldilà. Poiché, secondo il credo dei santi degli ultimi giorni, per celebrare le ordinanze di salvezza, come il battesimo, è necessario che il ricevente abbia un corpo, gli spiriti possono beneficiare delle ordinanze svolte in loro favore tramite persone viventi che si sottopongo alle ordinanze in loro vece, per procura. Questa credenza ha spinto la Chiesa di Gesù Cristo dei santi degli ultimi giorni a creare, a Salt Lake City, la più grande raccolta di nominativi di persone vissute nel mondo, con lo scopo di battezzarle, e celebrare le altre ordinanze, secondo il rito dei santi degli ultimi giorni.
In molte cappelle mormoni si trovano dei "Centri genealogici" aperti alla consultazione di tutti coloro che sono interessati alla ricerca genealogica. Infatti, i mormoni sono invitati dai dirigenti della Chiesa a compiere una ricerca genealogica della propria famiglia ricostruendo il loro albero genealogico, almeno sino alla quarta generazione, ossia, a quella dei propri bisnonni. In Italia, il trattamento non autorizzato dei dati personali utilizzati all'interno di tale programma genealogico è stato oggetto di ricorsi presso il Garante della privacy.

### La pratica religiosa
- La famiglia
- Preghiera
- Parola di saggezza

La sezione 89 di Dottrina e Alleanze contiene un codice di salute, ritenuto dai mormoni una rivelazione, comunemente chiamato "parola di saggezza". In base a questa rivelazione del 1833, e all'interpretazione datane, ai santi degli ultimi giorni viene comandato di astenersi dal consumare o dall'assumere bevande o sostanze dannose e cioè: Tè, caffè, alcool, tabacco e stupefacenti.
La parola di saggezza poi, incoraggia i fedeli a seguire una dieta equilibrata che dia prevalenza alla consumazione di cereali, frutta e verdura, raccomanda invece di consumare la carne con parsimonia. Infine, nella stessa rivelazione, viene promesso a chi osserva questo codice alimentare, salute e saggezza.
- Serata familiare
- Legge di castità
- Incarichi in chiesa
- Lettura delle Sacre scritture
- Decima

A ogni membro è richiesto di osservare l'antica legge della decima, cioè la donazione alla Chiesa di un decimo dei propri guadagni, maturati in un anno solare, al fine di edificare il Regno di Dio. Con queste entrate, la Chiesa, costruisce e mantiene i templi e le cappelle per le congregazioni. L'amministrazione finanziaria è ufficialmente revisionata da società contabili indipendenti dalla Chiesa stessa.
- Digiuno

Generalmente, i mormoni digiunano la prima domenica di ogni mese, astenendosi dal consumare cibo e liquidi, per un'intera giornata, circa 24 ore. Ad esempio, dal pranzo del sabato sino al pranzo di domenica, oppure, da cena a cena. Il digiuno inizia, e si conclude, con una preghiera e può avere diverse motivazioni: in favore di una persona che sta male; per ricevere guida nella realizzazione di obiettivi personali; o semplicemente per ringraziare Dio.
La prima domenica del mese è detta di "digiuno e testimonianza", e durante la riunione sacramentale, invece dei discorsi, vengono rese delle testimonianze. La stessa domenica, viene offerta una somma di denaro (cosiddetta "offerta di digiuno") equivalente, almeno, a quello che si sarebbe speso per i due pasti a cui si è rinunciato. I fondi ottenuti tramite queste offerte sono utilizzate per le attività caritatevoli della Chiesa, rivolte ai bisognosi, sia mormoni che non.

## Posizione della Chiesa su temi d'attualità

### Politica
La Chiesa di Gesù Cristo dei santi degli ultimi giorni dichiara la propria neutralità in merito alle questioni politiche. Nessun candidato o politico, mormone o meno, è sostenuto dalla Chiesa e nessun locale di questa viene utilizzato per promozioni politiche. D'altro lato, la Chiesa incoraggia i propri fedeli a compiere responsabilmente i propri doveri civici e partecipare attivamente al processo democratico.

### Aborto
I santi degli ultimi giorni si oppongono all'utilizzo dell'interruzione volontaria di gravidanza per ottenere benefici personali o sociali. Il ricorso all'aborto provocato viene giustificato solo quando:
- la gravidanza è conseguenza di violenza sessuale o incesto;
- una competente autorità medica stabilisce che esiste un grave pericolo per la vita o la salute della gestante;
- una competente autorità medica stabilisce che il feto, a causa di gravi malformazioni, non sopravviverà dopo la nascita.

Comunque, anche in queste rare eccezioni, la decisione di ricorrere all'interruzione della gravidanza non può essere assunta automaticamente. Le persone coinvolte sono invitate a consultare i propri dirigenti ecclesiastici locali e ricercare la guida divina in merito tramite preghiera. La Chiesa non ha sostenuto o avversato proposte legislative o manifestazioni pubbliche riguardanti l'aborto volontario. Non sono inoltre riscontrabili disposizioni o dichiarazioni ufficiali di dirigenti in merito a metodi contraccettivi, metodi che vengono lasciati in scelta alla fede e al buon senso dei membri della Chiesa.

### Omosessualità
Ogni attività sessuale omosessuale è condannata come peccaminosa dalla chiesa nella sua legge di castità, e la chiesa insegna che Dio non approva il matrimonio tra persone dello stesso sesso. I fedeli che praticano comportamenti sessuali tra persone dello stesso sesso possono incorrere in sanzioni disciplinari da parte della chiesa. I membri della chiesa che provano attrazioni omosessuali, compresi coloro che si identificano come gay, lesbiche o bisessuali, rimangono in regola nella chiesa se si astengono dal matrimonio tra persone dello stesso sesso e da qualsiasi attività sessuale omosessuale o relazione sessuale al di fuori di un matrimonio tra persone di sesso opposto.

## Organizzazione e struttura della Chiesa

### Struttura geografica

#### Il Rione o Ramo
La singola congregazione della Chiesa è chiamata "Rione" ed è guidata dal "vescovo". Quando una congregazione non è molto numerosa, oppure, è parte di un "Distretto" invece di un "Palo", assume la denominazione di "Ramo" ed è guidata dal "presidente di Ramo". Solitamente ogni Rione si riunisce in una cappella, ma non è raro che per motivi logistici più Rioni si riuniscano nella stessa cappella in orari differenti.

#### Il Palo o Distretto
Il raggruppamento di più Rioni è chiamato "Palo di Sion", o semplicemente "Palo", presieduto dal Presidente di Palo. Questi rappresenta la più importante autorità spirituale a livello locale. Quando le sole congregazioni presenti in un dato territorio sono Rami, invece di un Palo, formano un "Distretto". Il Distretto ha un'organizzazione più semplice rispetto al Palo ed è presieduto dal Presidente di Distretto.

#### La Missione

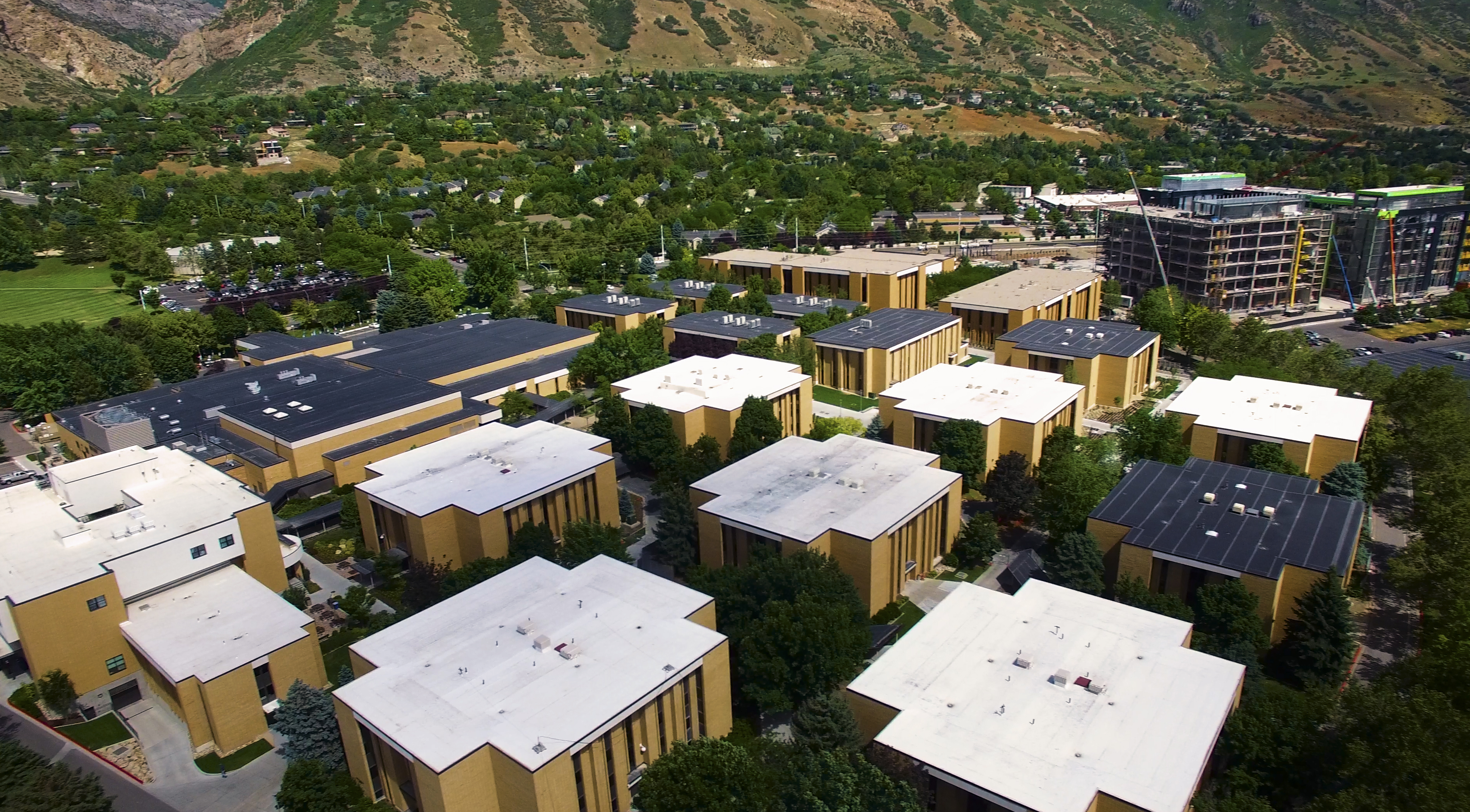
Centro di addestramento per i missionari di Provo, Utah, Stati Uniti.

Questa organizzazione riguarda specialmente i missionari che vengono chiamati a svolgere, a tempo pieno, lavoro di proselitismo in una determinata area geografica; il territorio italiano è suddiviso in due missioni (Milano, Roma). La missione è una organizzazione locale indipendente dai Pali e Rioni e si sovrappone a queste ultime. La durata del servizio missionario, è di 24 mesi per gli uomini e 18 mesi per le donne. I missionari mormoni sono volontari, non sposati, tra i 18 e i 26 anni, per quanto non sia infrequente che in una missione siano presenti anche coppie (marito e moglie) in pensione. Sul petto indossano una targhetta nera con inciso il cognome preceduto dal titolo di Anziano o Sorella e il logo della Chiesa di Gesù Cristo dei santi degli ultimi giorni. Ogni missione, composta da circa 150/180 missionari, è presieduta da un Presidente, anch'egli missionario a tempo pieno per tre anni, di solito tra i 40 e i 65 anni, sposato e con famiglia al seguito. Il Presidente di Missione svolge il ruolo di massima autorità spirituale locale nei Distretti rientranti nella sua giurisdizione. I missionari sono tenuti ad auto-finanziare il loro periodo di servizio, nel caso in cui ciò non fosse possibile sono aiutati in parte o interamente dal fondo missionario della Chiesa.

I fedeli coinvolti nella missione sono invitati a seguire linee guida che riguardano, fra gli altri aspetti, la scelta dell'abbigliamento. A dicembre 2018, dopo un'esperienza motivata da esigenze atmosferiche e sanitarie nelle missioni, è stata consentita alle donne la scelta fra pantaloni lunghi e gonna fino al ginocchio, che resta comunque obbligatoria durante le celebrazioni liturgiche e i servizi nel tempio.

#### Il Tempio
L'edificio di culto più importante per i mormoni è il tempio. Questo è diretto dal presidente del Tempio e ha una giurisdizione territoriale, chiamata "distretto del tempio", che copre diversi Pali e Missioni. Dopo la sua inaugurazione, è vietato sia l'accesso al pubblico che l'accesso ai mormoni non dotati della "raccomandazione per il tempio", cioè dell'autorizzazione all'ingresso che può essere fornita solo dai dirigenti locali.

#### L'Area
Migliaia di Pali sono raggruppati in una "Area". Questa struttura è guidata dal Presidenza di Area composta dai Settanta (eccezionalmente possono essere presiedute da un Apostolo). Ha prettamente un ruolo di collegamento amministrativo tra le organizzazioni locali (Rioni, Pali, Missioni e Templi) e il corpus dirigente della Chiesa a livello mondiale. Attualmente (2008) esistono 28 Aree che coprono tutto il mondo. L'Italia rientra nell'Area Europa Ovest.

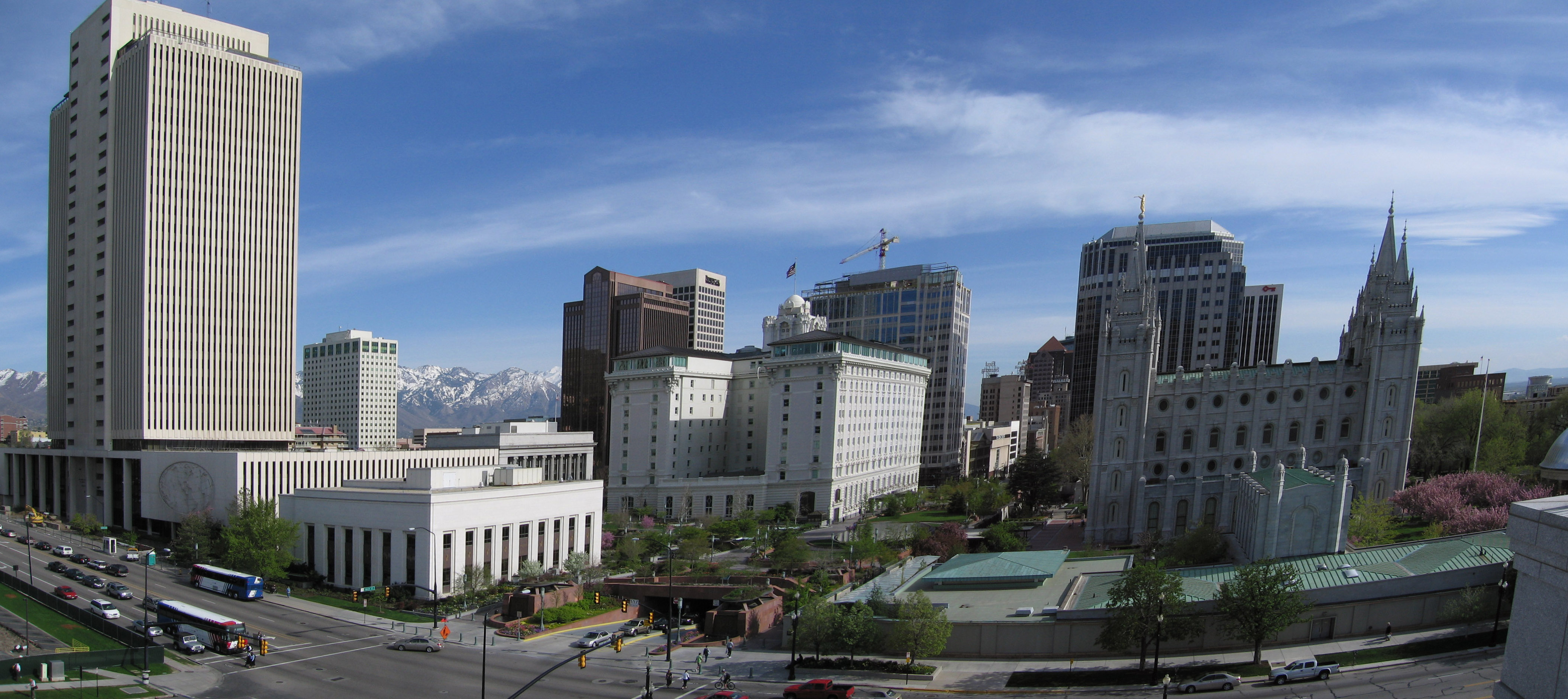
Piazza del Tempio di Salt Lake City, con in vista alcuni degli edifici della Chiesa

#### La Sede Centrale
Sin dal 1847, la sede centrale della Chiesa è sita in Salt Lake City nello Stato dello Utah. Lì risiedono i membri della Prima Presidenza e del Quorum dei Dodici Apostoli. Inoltre la Piazza del Tempio di Salt Lake City, e dintorni, è la sede degli edifici amministrativi e spirituali più importanti della Chiesa.
La diffusione del rito si allarga ben oltre i confini dello stato, includendo tutta la regione comunemente nota come corridoio Mormone.

### La struttura gerarchica
La Chiesa di Gesù Cristo dei santi degli ultimi giorni è organizzata secondo lo schema del sacerdozio. Tutti i maschi degni, nell'età appropriata, sono ordinati in vari uffici del sacerdozio. Non sono retribuiti per il loro servizio ecclesiastico ed hanno una loro vita privata e una occupazione al di fuori della Chiesa. Fanno eccezione le autorità generali della Chiesa che per il loro servizio ricevono una indennità. Questo è dovuto alla natura del loro incarico che lascia poco tempo allo svolgimento di attività remunerative.
I vari incarichi nella chiesa sono designati tramite chiamate di un'autorità superiore, secondo i mormoni questa chiamata deve essere ispirata da Dio; ad esempio il Presidente di Palo, dopo preghiera e digiuno, nomina il Vescovo e così via. Eccetto le autorità generali e i patriarchi che sono chiamati a vita, il resto degli uffici ha una durata che di solito varia da tre a sette anni. Di solito ogni Presidente è coadiuvato da due consiglieri e insieme formano una Presidenza. I Consigli sono chiamati Quorum.
Secondo i mormoni a capo della Chiesa c'è Gesù Cristo, che tramite rivelazione fa conoscere il suo volere riguardo alla Chiesa e al mondo al profeta, nonché presidente della Chiesa. Il presidente è l'apostolo con più anzianità; nell'apostolato ha due consiglieri (anche loro apostoli) e insieme formano la Prima presidenza. I componenti della Prima presidenza e i dodici apostoli sono considerati profeti, veggenti e rivelatori, ma solo il presidente della Chiesa può utilizzare e delegare tutte le chiavi del sacerdozio. Quando un apostolo muore è sostituito da un altro sommo sacerdote scelto tramite cooptazione, che per i mormoni avviene sempre secondo ispirazione divina.
La tavola sinottica che segue offre una rappresentazione dei diversi organi della Chiesa.
| Autorità Generali |                                         |                                         |                                     |                                     |                                     |                                     |                                     |                                     |                             |                             |
| Profeti, Veggenti e Rivelatori |                                         |                                         |                                     |                                     |                                     |                                     |                                     |                                     |                             |                             |
| Prima Presidenza : Il presidente della Chiesa coadiuvato da un primo e un secondo consigliere |                                         |                                         |                                     |                                     |                                     |                                     |                                     |                                     |                             |                             |
| Quorum dei Dodici Apostoli : Il presidente del Quorum dei dodici apostoli insieme ad altri undici apostoli |                                         |                                         |                                     |                                     |                                     |                                     |                                     |                                     |                             |                             |
| Quorum dei Settanta : La Presidenza del Quorum dei Settanta (formata da sette Presidenti) e diversi Quorum, ciascuno con decine di membri chiamati "Settanta" (Settanta autorità generali nei primi due Quorum e Settanta di area nei restanti Quorum)" |                                         |                                         |                                     |                                     |                                     |                                     |                                     |                                     |                             |                             |
| Primo Quorum dei Settanta | Primo Quorum dei Settanta               | Primo Quorum dei Settanta               | Primo Quorum dei Settanta           | Secondo Quorum dei Settanta         | Secondo Quorum dei Settanta         | Secondo Quorum dei Settanta         | Secondo Quorum dei Settanta         | Secondo Quorum dei Settanta         | Secondo Quorum dei Settanta | Secondo Quorum dei Settanta |
| Vescovato presidente della Chiesa: Il vescovo presidente coadiuvato da un primo e da un secondo consigliere |                                         |                                         |                                     |                                     |                                     |                                     |                                     |                                     |                             |                             |
| Autorità locali |                                         |                                         |                                     |                                     |                                     |                                     |                                     |                                     |                             |                             |
| Il Terzo, Quarto, Quinto, Sesto, Settimo e Ottavo Quorum dei "Settanta di area" |                                         |                                         |                                     |                                     |                                     |                                     |                                     |                                     |                             |                             |
| Presidenze di Area : Queste sono formate dai Settanta (autorità generali e di area) ed eccezionalmente possono essere presiedute dagli Apostoli |                                         |                                         |                                     |                                     |                                     |                                     |                                     |                                     |                             |                             |
| Presidenze di Palo e Sommi Consigli | Presidenze di Palo e Sommi Consigli     | Presidenze di Palo e Sommi Consigli     | Presidenze di Palo e Sommi Consigli | Presidenze di Palo e Sommi Consigli | Presidenze di Palo e Sommi Consigli | Presidenze di Palo e Sommi Consigli | Presidenze di Palo e Sommi Consigli | Presidenze di Palo e Sommi Consigli | Presidenze di Tempio        | Presidenze di Missione      |
| Vescovati di Rione o presidenze di Ramo | Vescovati di Rione o presidenze di Ramo | Vescovati di Rione o presidenze di Ramo | Quorum degli Anziani                | Quorum dei Sommi Sacerdoti          | Patriarca o Evangelista             |                                     |                                     |                                     | Presidenze di Tempio        | Presidenze di Missione      |
| Quorum dei Diaconi | Quorum degli Insegnanti                 | Quorum dei Sacerdoti                    | Quorum degli Anziani                | Quorum dei Sommi Sacerdoti          | Patriarca o Evangelista             |                                     |                                     |                                     | Presidenze di Tempio        | Presidenze di Missione      |

### Le organizzazioni ausiliarie
- La Società di soccorso

Si tratta di un'associazione filantropica e culturale femminile, fondata nel 1842 a Nauvoo, Illinois, che conta più di 5 milioni di iscritti in oltre 170 nazioni e territori, oltre a essere una delle organizzazioni femminili più antiche e numerose al mondo. Lo scopo principale di tale organizzazione è quello di "assistere i dirigenti del sacerdozio nel portare avanti la missione della Chiesa aiutando le sorelle (donne) e le famiglie ad avvicinarsi a Cristo". Ha il seguente motto: La carità non verrà mai meno.
- Le Giovani donne

SI tratta di una organizzazione giovanile rivolta alle ragazze dai 12 sino ai 18 anni, che ha come scopo quello di aiutarle a conoscere Cristo. La prima organizzazione per le giovani donne fu organizzata da Joseph Smith nel 1843.
- I Giovani Uomini

Questa organizzazione si rivolge ai ragazzi, dai 12 sino ai 18 anni, che detengono il sacerdozio di Aaronne.
- La Primaria

È una organizzazione per i bambini sino ai 12 anni. Lo scopo principale di questa organizzazione è quello di insegnare ai bambini il Vangelo in ausilio all'insegnamento dei loro genitori.

### I programmi
- Il programma missionario
- Il sistema educativo
- Il programma di benessere
- Il programma genealogico

### Le finanze

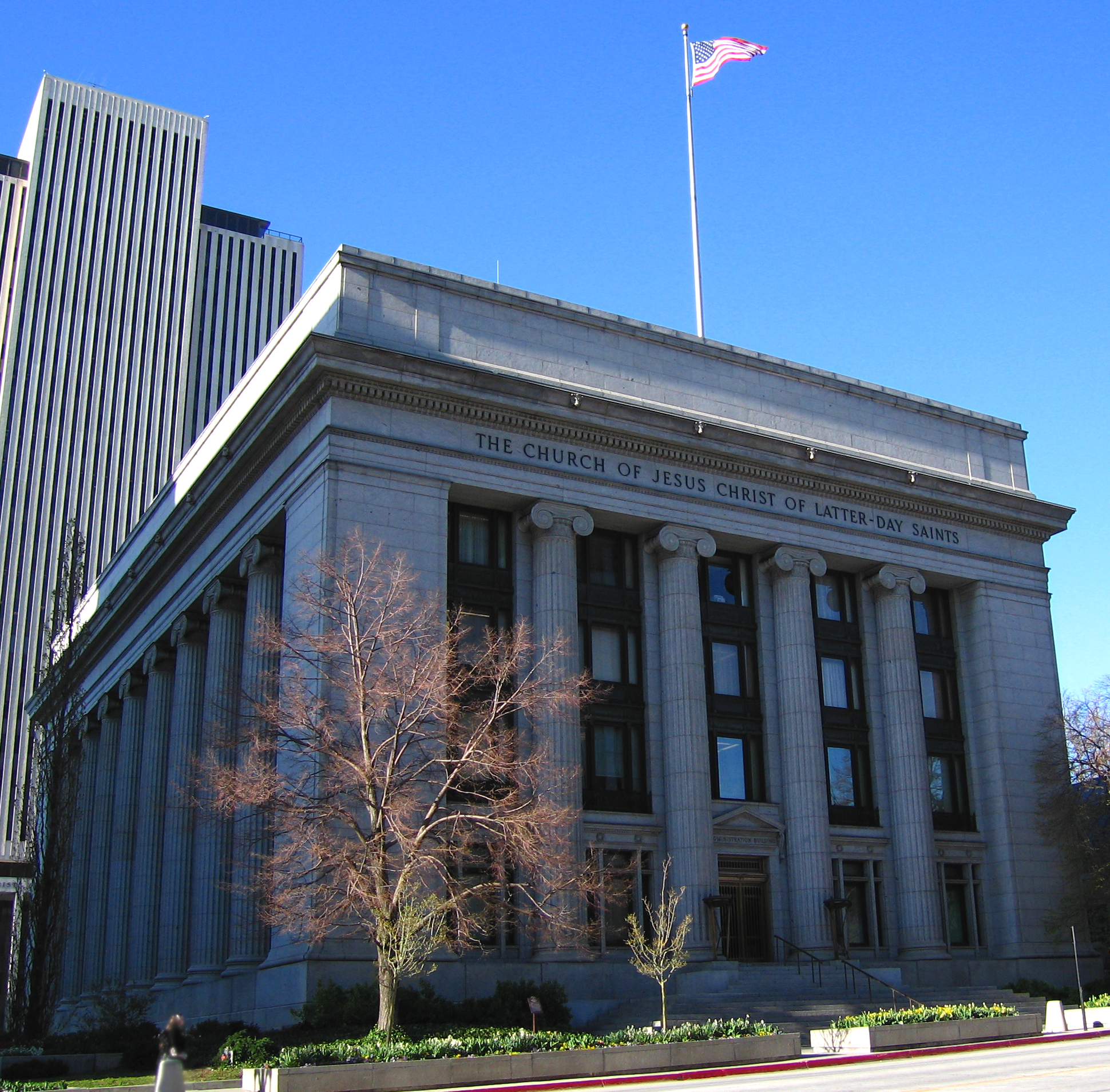
L'edificio amministrativo della Chiesa, Piazza del Tempio di Salt Lake City. Nello sfondo si intravede il grattacielo sede di altri uffici della Chiesa

L'ultima volta che la Chiesa rese pubblico il suo bilancio consolidato fu nel 1959, comunque, in un articolo della rivista TIME del 1997, la Chiesa venne definita come una delle più opulente organizzazioni religiose nel mondo pro capite. Nello stesso articolo veniva stimato a 10 miliardi di dollari l'anno le entrate derivanti dalle decime di tutto il mondo.
Al 2009, i bilanci degli enti economici, non-profit e altri enti morali della Chiesa erano revisionati da una società contabile indipendente: la Deloitte & Touche.
La Chiesa riceve la maggior parte dei suoi ricavi tramite il versamento da parte dei suoi fedeli della decima (ossia, un decimo del guadagno di una persona in un anno solare) e delle "offerte di digiuno" (soldi offerti alla Chiesa per il benessere dei bisognosi). Circa un decimo delle sue entrate è il prodotto di investimenti finanziari.
La Chiesa utilizza questi fondi per:
- costruire e mantenere chiese, templi e altri edifici;
- provvedere al suo sistema sociale e di ausilio ai poveri appartenenti alla loro chiesa;[49]
- sostenere programmi vari di beneficenza

## Diffusione
Stati e territori con almeno un tempio dei santi degli ultimi giorni
     Stati e territori privi di templi dei santi degli ultimi giorni, ma con la presenza di congregazioni e missionari
     Stati e territori senza alcuna presenza ufficiale dei santi degli ultimi giorni

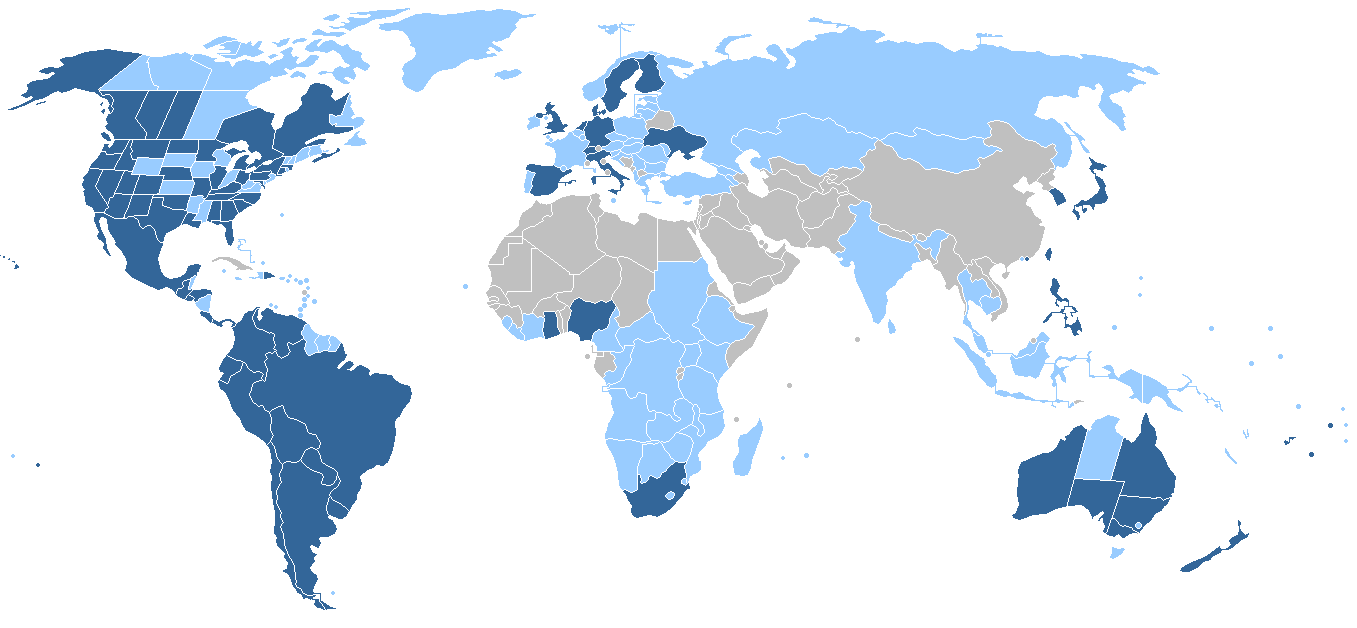
Stati e territori con almeno un tempio dei santi degli ultimi giorni
Stati e territori privi di templi dei santi degli ultimi giorni, ma con la presenza di congregazioni e missionari
Stati e territori senza alcuna presenza ufficiale dei santi degli ultimi giorni

Sin dall'origine la Chiesa ha svolto un'importante opera missionaria negli Stati Uniti, in Canada e in Gran Bretagna. I missionari della Chiesa di Gesù Cristo dei santi degli ultimi giorni, nel corso dei quasi due secoli di esistenza della chiesa, sono stati mandati in varie parti del mondo. La Chiesa di Gesù Cristo dei santi degli ultimi giorni nel giugno del 2006 ha annunciato che avrebbe costruito un grande tempio mormone a Tegucigalpa, in Honduras, inaugurato ufficialmente il 17 marzo del 2013, che lo rende oggi uno dei sei più grandi templi mormoni in America centrale).
Secondo fonti ufficiali della Chiesa nel mondo i santi degli ultimi giorni sono quasi 14 milioni, di cui più di 6.7 milioni risiedono al di fuori degli Stati Uniti d'America. Secondo queste statistiche la Chiesa di Gesù Cristo dei santi degli ultimi giorni è la quarta denominazione religiosa negli Stati Uniti. Sebbene la Chiesa non pubblichi dati sulla frequenza alle riunioni domenicali, ricerche esterne stimavano nel 2006, a livello mondiale, una frequenza settimanale di circa 4 milioni di fedeli; dato equivalente a 1/3 dell'allora 12 milioni di membri. I fedeli che vivono in negli USA e in Canada costituiscono il 47% degli appartenenti della Chiesa, in America Latina il 36%, nel resto del mondo il 17%.
In Europa sono presenti circa 450.000 mormoni. Inoltre in base ai rapporti ufficiali della Chiesa, ogni anno si convertono a questa fede quasi 300.000 persone. Attualmente la Chiesa è presente in oltre 150 "Nazioni e Protettorati". Diversi mormoni hanno raggiunto una certa notorietà in svariati campi.

### Diffusione in Italia

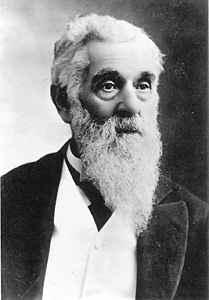
Lorenzo Snow,
quinto profeta della Chiesa. Da giovane, nel 1850, fu a capo dei primi missionari mormoni che predicarono in Italia.

La storia della Chiesa in Italia inizia alla metà del XIX secolo, precisamente il 25 giugno 1850, quando a Genova giunsero gli anziani Joseph Toronto e Thomas B. H. Stenhouse insieme all'apostolo Lorenzo Snow. Essi si recarono poi nelle Valli Valdesi del Piemonte, dove svolsero attività missionaria tra i valdesi. Cinque anni dopo, nel 1855, 50 convertiti emigrarono nello Utah, mentre i restanti 64 convertiti rimasero nelle valli. In diciassette anni, i convertiti furono duecento, ottanta dei quali emigrano nello Utah: un risultato assai modesto, se paragonato a quelli ottenuti in altri Paesi europei. Ciò portò a chiudere la missione italiana nel 1867. Si spostarono quindi in Svizzera. Nel 1876-1877 il mormone italo-americano Joseph Toronto torna alla sua città natale, Palermo, che aveva già visitato nel 1850-1852 battezzando alcuni amici e parenti, e rientra nello Utah con quattordici convertiti siciliani. Altri tentativi isolati si hanno nelle Valli Valdesi nel 1891-1893. Ci fu un tentativo di riaprire la missione nel 1900, ma il permesso fu negato dalle autorità italiane.

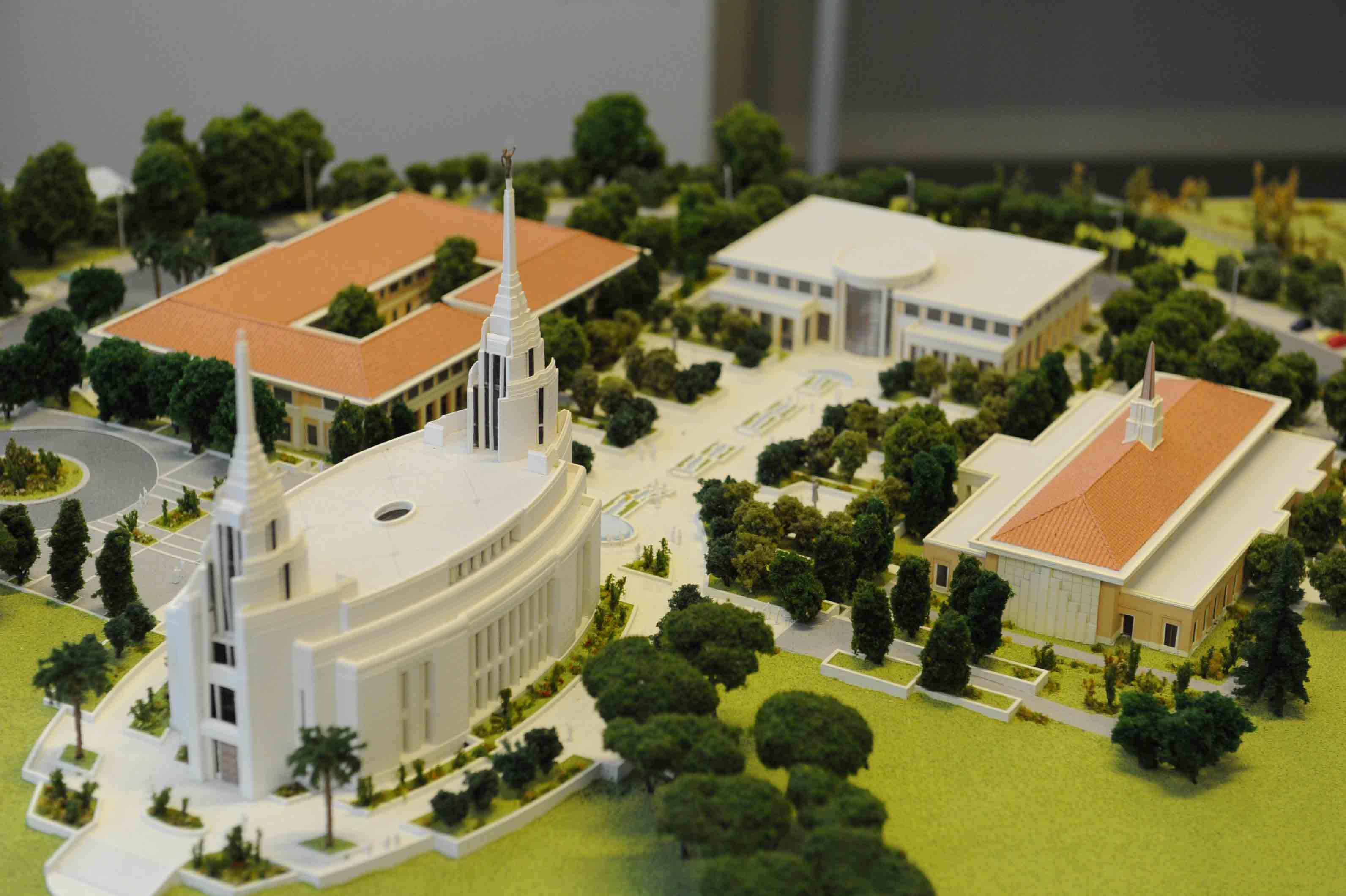
Modello del Tempio di Roma Italia, inaugurato nel 2019

Solo nel 1965, dopo aver ottenuto l'autorizzazione del Governo, la Chiesa ricominciò le attività missionarie in Italia. La prima congregazione di santi degli ultimi giorni fu organizzata il 20 marzo 1966 a Brescia. La prima missione italiana fu istituita a Firenze il 2 agosto 1966. Nel dicembre del 1993, 50 missionari mormoni furono invitati a cantare nella Basilica di San Pietro in Roma, durante una celebrazione natalizia radiotrasmessa da Radio Vaticana. Nel 2008, i santi degli ultimi giorni in Italia erano circa 22.000, divisi in 104 congregazioni. Il 4 ottobre 2008, durante la conferenza generale, il presidente Thomas Monson annuncia la costruzione del primo tempio italiano a Roma, i cui lavori di costruzione iniziano il 23 ottobre 2010. Il Tempio di Roma Italia è stato aperto al pubblico il 14 gennaio 2019.

### Riconoscimento giuridico da parte dello Stato italiano
La Chiesa mormone ottenne la qualità di "culto ammesso" il 12 maggio 1993, in seguito alla pubblicazione del decreto del presidente della Repubblica del 22 febbraio 1993, firmato dal presidente della repubblica Oscar Luigi Scalfaro, tramite il quale l'ente morale della Chiesa, l'Ente patrimoniale della Chiesa di Gesù Cristo dei santi degli ultimi giorni, fu riconosciuto come ente di culto da parte dello Stato italiano, ai sensi della legge n. 1199 del 1929 sul riconoscimento civile degli enti di culto.
Il 4 aprile 2007 venne stipulato un testo di intesa con il Governo italiano, diventato effettivo nel 2012 con l'approvazione della relativa legge da parte del Parlamento. Nel testo, viene preso atto che la Chiesa non intende partecipare alla ripartizione della quota dell'otto per mille dell'IRPEF, in quanto autonoma finanziariamente grazie alle donazioni volontarie dei propri fedeli.

## Critiche e controversie

### Cristianesimo
La Chiesa di Gesù Cristo dei santi degli ultimi giorni si presenta come confessione cristiana; tuttavia, non è considerata tale da nessun'altra confessione cristiana. Non aderisce al Consiglio ecumenico delle Chiese (che raccoglie le principali confessioni cristiane) a causa delle differenze dottrinali sulla natura di Dio, sul Piano di Salvezza e per la Rivelazione Moderna.
La Chiesa cattolica, in un atto della Congregazione per la dottrina della fede del 5 giugno 2001, allora guidata dal cardinale Ratzinger, in base ai principi del proprio catechismo e del proprio diritto canonico, ha negato la validità del battesimo praticato dai mormoni.
Massimo Introvigne, sociologo delle religioni e direttore del CESNUR, afferma tuttavia che oggi i mormoni danno maggiore enfasi al loro messaggio cristologico rispetto al passato. Per tale studioso delle religioni, dal punto di vista classificatorio «può definirsi cristiana ogni Chiesa o nuova tradizione religiosa che riunisce insieme persone nel nome di Cristo e così facendo crea un'autentica comunità», pertanto anche la Chiesa di Gesù Cristo dei santi degli ultimi giorni. D'altro canto, secondo punti di vista diversi "i mormoni sono tutto tranne che assimilabili al cristianesimo".